# Jesenice (okres Rakovník)
Jesenice (něm. Jechnitz) je město v okrese Rakovník, ležící 19 km západně od Rakovníka, v západním cípu Středočeského kraje. Město leží v Rakovnické pahorkatině v údolí Rakovnického potoka. Žije zde přibližně 1 600 obyvatel.

## Historie
Jesenice vznikla patrně během vnitřní české kolonizace ve 12. století. Jesenická oblast byla však zřejmě osídlena již v mladší době kamenné (neolitu), o čemž svědčí nálezy zbytků nádob starých téměř 7 tisíc let. První písemná zmínka o obci se váže k roku 1321, kdy je zmiňován vladyka Bořita z Jesenice (Borzuta de Gessennicz) sídlící na zdejší tvrzi. Na přelomu 14. a 15. století patřila Jesenice do petrohradského panství, jehož majitelem byl Petr z Janovic. Jan z Janovic dal Jesenici dvě významná privilegia sepsaná 31. prosince 1409 v latinském a českém opise. Jedním z privilegií byla udělena městská práva (zřízení soudu, právo vařit pivo, místní kat atd.). Také erb pánů z Janovic: polcená stříbrno-červená orlice se dostala do znaku dnešního města. Za Volfa a Jetřicha z Gutštejna se na Jesenicku začalo rozvíjet rybníkářství. Na zdejším Rakovnickém potoce byla vybudována soustava rybníků, jejichž stavitelem byl Jakub Krčín, proslulý stavbou rybníků v jižních Čechách. Dne 11. března 2008 byl obci obnoven status města.

### Územněsprávní začlenění
Dějiny územněsprávního začleňování zahrnují období od roku 1850 do současnosti. V chronologickém přehledu je uvedena územně administrativní příslušnost města v roce, kdy ke změně došlo:
- 1850 země česká, kraj Cheb, politický okres Žatec, soudní okres Jesenice[5]
- 1855 země česká, kraj Žatec, soudní okres Jesenice
- 1868 země česká, politický okres Podbořany, soudní okres Jesenice
- 1939 Sudetenland, vládní obvod Karlovy Vary, politický okres Podbořany, soudní okres Jesenice[6]
- 1945 země česká, správní okres Podbořany, soudní okres Jesenice[7]
- 1949 Karlovarský kraj, okres Podbořany[8]
- 1960 Středočeský kraj, okres Rakovník
- 2003 Středočeský kraj, obec s rozšířenou působností Rakovník

Obec je sídlem římskokatolické farnosti Jesenice, která spadá do plzeňské diecéze.

### Rok 1932
Ve městě Jesenice u Podbořan (něm. Jechnitz, 1296 obyvatel) byly v roce 1932 evidovány tyto živnosti a obchody (výběr):
- Instituce a průmysl: poštovní úřad, telegrafní úřad, telefonní úřad, okresní soud, berní úřad, četnická stanice, katolický kostel, okresní chorobinec, evang.  dětský domov, sbor dobrovolných hasičů, výroba prášku do pečiva, továrna na železářské zboží Ludwig Urban, 2 mlýny, 2 pily, Sparkasse der Stadt Jechnitz, Landwirtschafliche Bezirkvorschußkassa in Jechnitz, Česká záložna pro Jesenice, cihelna
- Živnosti a služby: 2 lékaři, 2 zvěrolékaři, 2 advokáti, notář, lékárna, 3 autodopravci, 2 stavitelé, 2 zahradnictví, 2 hostince, 2 hotely (Kunz, Worschech), 2 kapelníci, biograf Huberti-Kino, papírnictví, fotoateliér, obchod s obuví Baťa, 3 hodináři, 2 tesařští mistři, 2 cukráři, zednický mistr

V obci Bedlno (něm. Wedl, 147 obyvatel, samostatná obec se později stala součástí Jesenice) byly v roce 1932 evidovány tyto živnosti a obchody: obchod s lahvovým pivem, hostinec, rolník, kovář, lom, trafika.
V obci Kosobody (něm. Cossawoda, 131 obyvatel, samostatná obec se později stala součástí Jesenice) byly v roce 1932 evidovány tyto živnosti a obchody: hostinec, obchod se smíšeným zbožím, kovář, trafika.
V obci Podbořánky (něm. Podersanka, 230 obyvatel, katol.  kostel, samostatná obec se později stala součástí Jesenice) byly v roce 1932 evidovány tyto živnosti a obchody: hostinec, obchod se smíšeným zbožím, žulový lom, velkostatek, 13 rolníků, zednický mistr, mlýn, kovář, trafika, obchod s dobytkem.

## Současnost

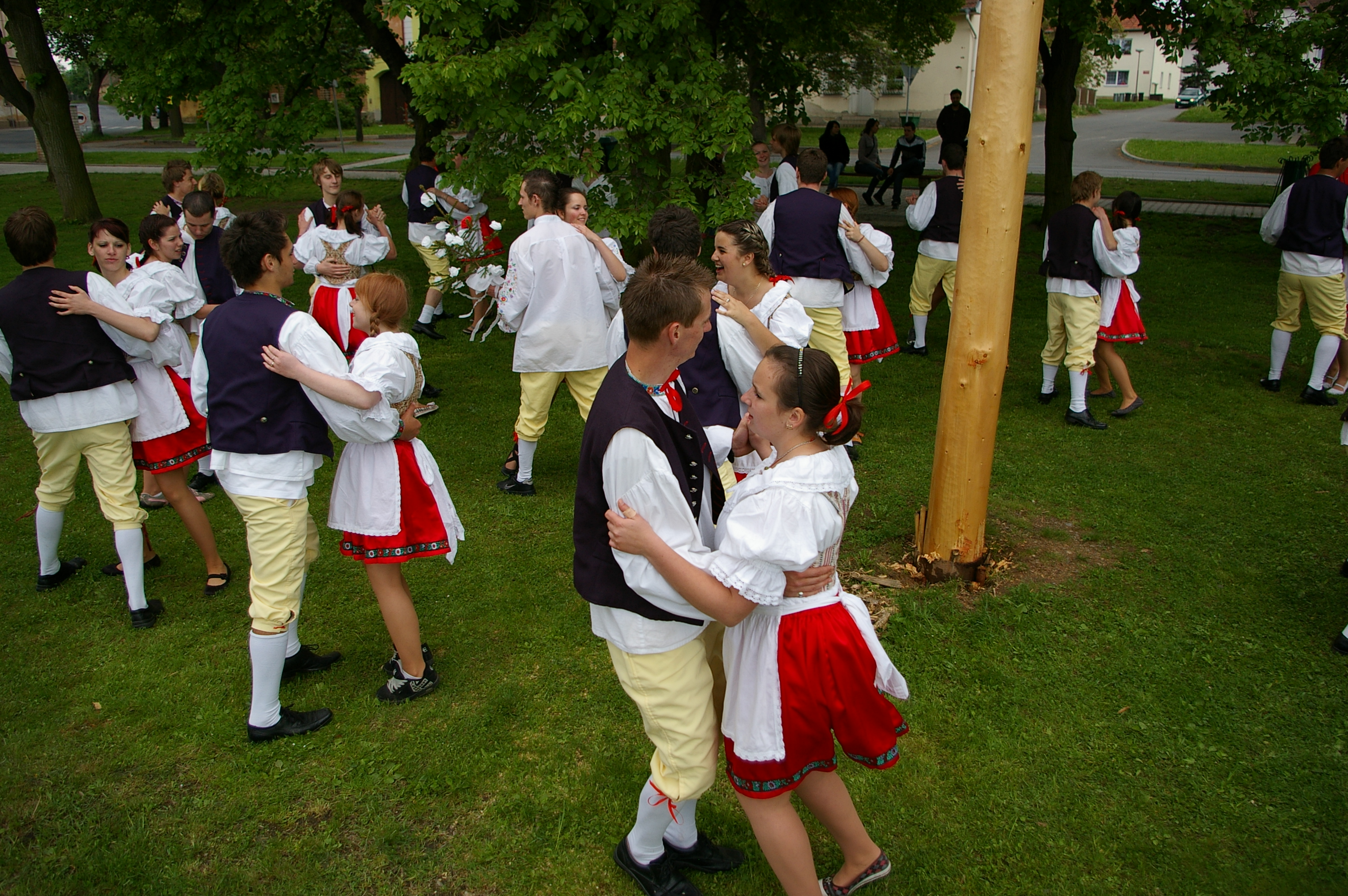
Staročeské máje v Jesenici

Jesenice je dnes spádovou obcí, nabízející veškeré služby občanské vybavenosti. Z města existuje vlakové spojení (trať 161) do Rakovníka a do Bečova nad Teplou, autobusové linky jsou pouze regionální. Je zde několik prodejen potravin, ostatního zboží a policejní stanice, lékařské ordinace, zubní středisko, Mountfield a lékárna. Dále je ve městě provozováno několik restaurací, využívaných zejména v letní sezóně. Město a jeho okolí je významným střediskem rekreace.

## Přírodní poměry
Jesenice je centrem přirozené rekreační oblasti a přírodního parku Jesenicko. V katastrálním území obce leží přírodní rezervace Luční potok. Nachází se v Rakovnické pahorkatině, v průměrné nadmořské výšce 459 m. Nejvyššími body Jesenicka jsou Lhotský a Plavečský vrch, přesahující výšky 600 m n. m. Jesenice je centrem významné rekreační oblasti s rozsáhlými lesními komplexy a množstvím rybníků. Pro svoji klidnou, harmonicky vyváženou krajinu a přírodní zajímavosti bylo Jesenicko vyhlášeno v roce 1994 přírodním parkem. Přímo u Jesenice leží Velký rybník s rozlohou 45 ha. Nabízí možnost koupání, mimo jiné ve volně přístupném sportovně rekreačním areálu s písčitou pláží, letní restaurací, volejbalovým hřištěm a dětskými prolézačkami. Na rybníku jsou možné projížďky na lodičkách a surfování.
Na území Jesenicka se nachází celá řada značených turistických tras a Naučná stezka Jesenicko procházející přírodním parkem. Cykloturisté mohou pro své projížďky využívat množství lesních a polních cest a od roku 2001 také novou cyklostezku z Rakovníka do Jesenice. Od roku 2003 je k dispozici rovněž nová, dvacetikilometrová cyklostezka z Jesenice do Rabštejna nad Střelou, navazující na trasu z Rakovníka.

## Obyvatelstvo
Při sčítání lidu v roce 1921 zde žilo 1 296 obyvatel (z toho 596 mužů), z nichž bylo 69 Čechoslováků, 1 210 Němců, dva příslušníci jiné národnosti a patnáct cizinců. Většina obyvatel patřila k římskokatolické církvi, ale třicet jich bylo evangelíky, osm členy církve československé, 42 církve izraelské, tři lidé se hlásili k nezjišťovaným církvím a tři byli bez vyznání. Podle sčítání lidu z roku 1930 mělo město 1 542 obyvatel: 133 Čechoslováků, 1 375 Němců, čtyři Židy, jednoho příslušníka jiné národnosti a 29 cizinců. Stále převládala výrazná římskokatolická většina, ale počet evangelíků se zvýšil na 98. Kromě nich tu žil jeden člen církve československé, 46 židů, čtyři členové nezjišťovaných církví a šestnáct lidí bez vyznání.

## Místní části
Území města sestává ze šesti částí na šesti katastrálních územích. Tyto části tvoří dva nesouvislé celky. Severní celek je tvořen částmi:
- Jesenice (k. ú. Jesenice u Rakovníka)
- Bedlno (také název k. ú.)
- Chotěšov (k. ú. Chotěšov u Rakovníka)
- Kosobody (teké název k. ú.)
- Soseň (také název k. ú.)

Jižní celek (exkláva) je tvořen částí a též katastrálním územím Podbořánky, odděleným územími obcí Drahouš a Žďár.
Od 1. ledna 1976 do 31. prosince 1992 k městu patřily i Svatý Hubert a Tlestky a od 1. ledna 1980 do 23. listopadu 1990 také Otěvěky.

## Doprava
Dopravní síť

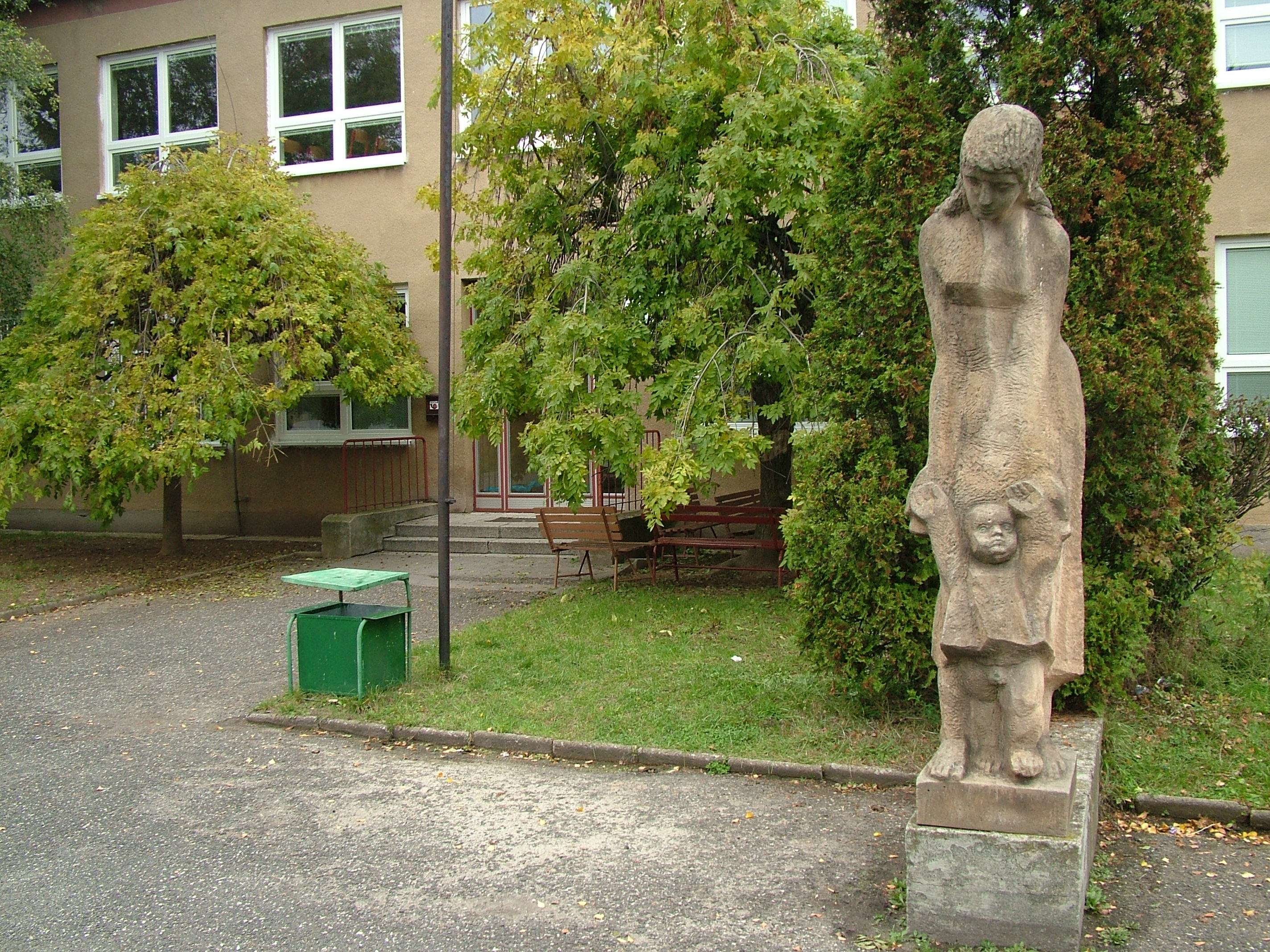
Socha před základní školou

- Pozemní komunikace: městem prochází silnice I/27 Plzeň – Kralovice – Jesenice – Žatec – Most. Z města vycházejí silnice II/228 Jesenice – Rakovník a jižně od něj silnice II/206 ze Žďáru do Stvolen u Manětína.
- Železnice: město Jesenice leží na železniční trati č. 161 Rakovník – Blatno u Jesenice – Bečov nad Teplou, jednokolejné regionální trati, na níž byla doprava zahájena roku 1897. Na území města leží železniční stanice Jesenice a železniční zastávka Kosobody.

Veřejná doprava 2017
- Autobusová doprava: ve městě není klasické autobusové nádraží; ze zastávky Jesenice,,nám. odjíždějí (pouze v pracovní dny) autobusové linky jedoucí do těchto cílů: Rakovník, Čistá, Kolešov, Podbořany či Kralovice, v letní sezóně jezdí také víkendový spoj Dopravy Ústeckého kraje do Podbořan. Dálkové spoje na trase Most – Žatec – Kralovice – Plzeň byly roku 2014 zrušeny.
- Železniční doprava: po trati 161 mezi Rakovníkem a Jesenicí jezdilo v pracovních dnech 14 párů osobních vlaků, o víkendech 8 párů osobních vlaků. Vyjma jednoho páru pokračují do stanice Blatno u Jesenice a vybrané dále do Žlutic a Bečova nad Teplou.

## Pamětihodnosti

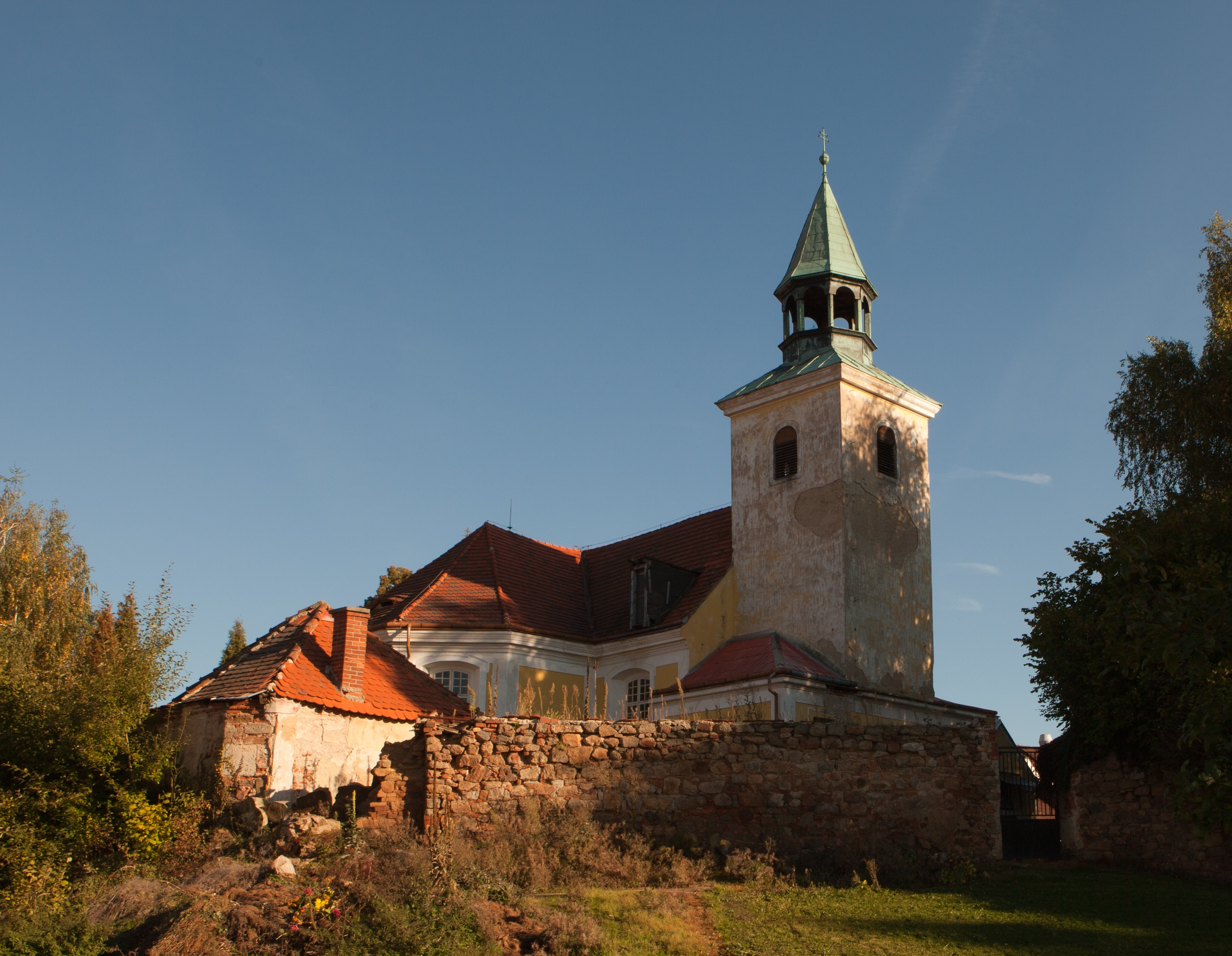
Farní kostel sv. Petra a Pavla

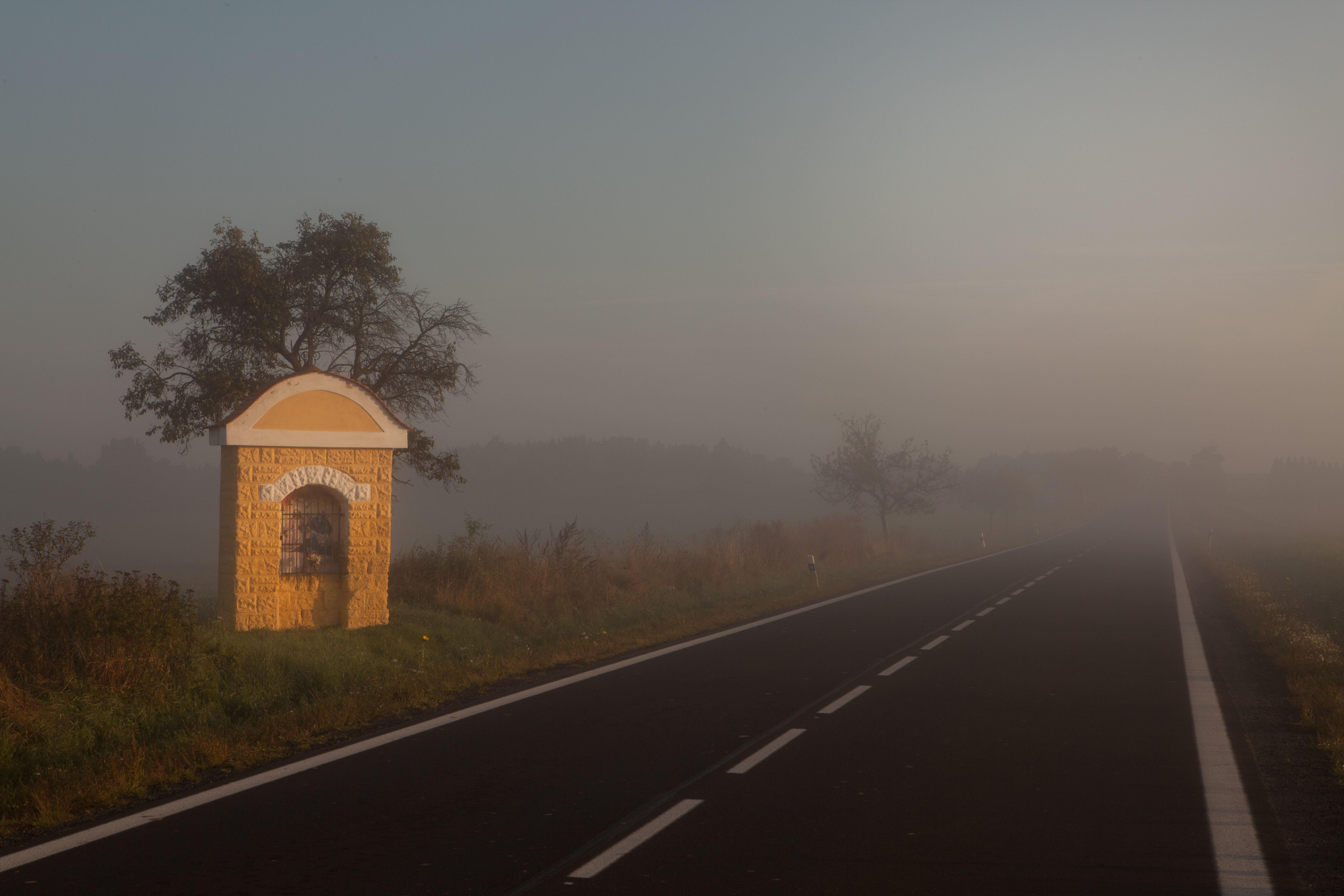
Kaplička u silnice směrem na Most

Dominantou města je farní kostel sv. Petra a Pavla, původně vybudovaný v románském slohu ve 13. století, který byl ve 20. letech 18. století zbarokizován. Barokní sochařství lze spatřit na několika místech v okolí města. V samotné Jesenici je několik barokních soch umístěno na opěrné zdi před kostelem a na hřbitovní zdi (sv. Jan Nepomucký). Zajímavá je i barokní budova fary a secesní budovy bývalé školy z roku 1904.